# Luigi Cattozzo
Luigi Cattozzo, més conegut com Nino Cattozzo (Adria, Vèneto, 22 de juliol de 1886 - Roma, 2 d'octubre de 1961), va ser un compositor i poeta italià.

## Vida i treball
Tot i que en la seva família no hi havia una tradició musical, el van dur a estudiar cant només amb cinc anys, per la seva precoç inclinació musica. Després va estudiar al Conservatorio Nazionale di Musica Benedetto Marcello de Venècia, on va tenir com a mestre cant i harmonia Gian Giuseppe Bernardi i de composició, Mezio Agostini, i s'hi va diplomar el 1911. A més dels estudis musicals, es va llicenciar en dret a la Universitat de Pàdua.
Fins al 1914 va treballar com a mestre substitut i director de cor en diversos teatres, tasca que ja havia començat a fer el 1904, mentre era estudiant. De 1927 a 1932 va ser director del Civico Liceo Musicale Evaristo Felice Dall'Abaco de Verona. També va treballar a La Scala de Milà, de 1930 a 1938, com a secretari de la direcció artística de.Posteriorment, de 1947 a 1951 va ser superintendent del Teatre La Fenice de Venècia.
Cattozzo va escriure, entre d'altres, les obres escèniques Mosé (Venècia 1911), el cicle «Nel solco di Roma» (Milà 1934) i «In misteri gloriosi» (Venècia 1962), obres orquestrals (incloent dues obertures i dues suites), música de cambra, piano peces, l'oratori Fiat voluntas tua, la cantata Afra per a cor i orquestra i peces per a veu i piano. Cattozzo era també poeta i ell mateix va escriure els llibrets de les seves òperes.
El seu fill, Leo Cattozzo, també va ser compositor, autor de bandes sonores de films de directors com ara Federico Fellini o Alberto Lattuada i de muntatges musicals de grans produccions com ara Guerra i pau.